# Desudaba modesta
Desudaba modesta är en insektsart som beskrevs av Jacobi 1928. Desudaba modesta ingår i släktet Desudaba och familjen lyktstritar. Inga underarter finns listade i Catalogue of Life.